# Matteo Schiner
Matteo (Matthäus) Schiner, si trova anche Mathäus e Schinner (Mühlebach, 1465 circa – Roma, 30 settembre 1522), è stato un cardinale, politico e diplomatico svizzero.
Nel 1521 fu uno dei più influenti oppositori a Martin Lutero e uno dei redattori dell'editto di Worms.

## Biografia

### I primi anni
Matteo Schiner nacque nel 1465 circa a Mühlebach, nel Canton Vallese in Svizzera. Figlio di Peter Schiner, contadino e carpentiere, e di Anna Weischen, egli ricevette la prima educazione dallo zio Nicholas Schiner che fu in seguito vescovo di Sion negli anni 1496-1499. Frequentò quindi la scuola cattedrale sempre a Sion e passò poi sotto la tutela dell'umanista italiano Teodoro Lucino di Como.
Ordinato sacerdote il 21 aprile 1489 nella chiesa di Santa Maria dell'Anima a Roma, divenne altarista a Ernen. Nel 1492 venne nominato segretario e sostenitore (poi oppositore) di Jörg auf der Flüe, e notaio. Dal 1493 al 1495 fu cappellano di Obergesteln. Nel 1496 divenne pastore a Ernen e canonico titolare del capitolo della cattedrale di Sitten. Il papa lo nominò decano a Valère nel 1497. Durante questo primo periodo del suo sacerdozio ebbe anche tre figli naturali da donne di cui non ci è giunto il nome.

### L'episcopato a Sion

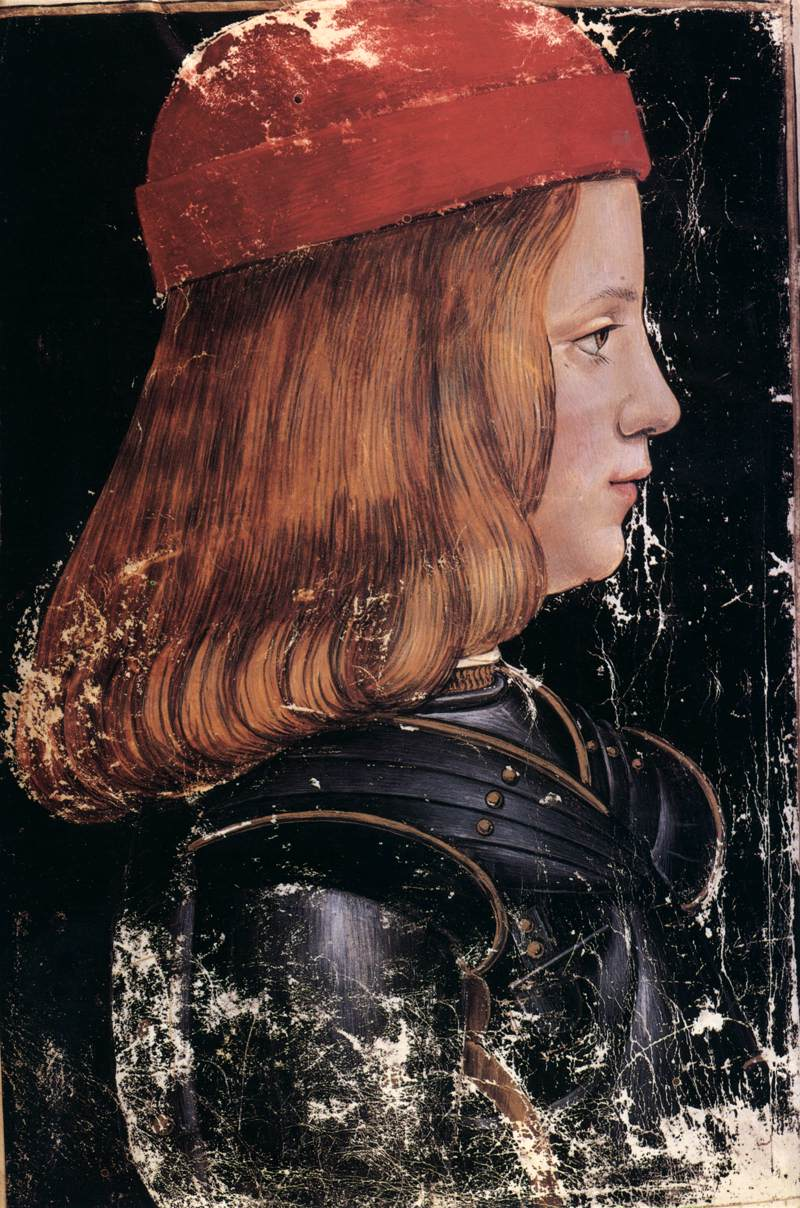
Massimiliano Sforza, duca di Milano, che l'operato diplomatico e militare di Matteo Schiner riportò sul trono dopo la conquista del ducato da parte dei francesi

Venne eletto vescovo di Sion il 20 settembre 1499, nonostante non avesse avuto l'approvazione del capitolo, in seguito alla rinuncia a suo favore dello zio Nikolaus Schiner. Fu consacrato vescovo 15 ottobre 1499, di nuovo a Santa Maria dell'Anima, che era la chiesa nazionale dei germanofoni a Roma. Fu vescovo di Sion dal 1499 alla morte. Con la pace di Arona del 1503, ottenne per i cantoni svizzeri il possesso dei distretti di Bellinzona e di Blenio.
Durante il suo episcopato egli visitò le parrocchie, rafforzò la disciplina delle chiese, predicò personalmente ai fedeli, si interessò della formazione adeguata del clero, fondò nuovi distretti parrocchiali e pose diverse chiese sotto la propria giurisdizione episcopale. Tra le chiese da lui volute in costruzione o restaurate ricordiamo quelle di Bagnes, Ardon, Sitten, Salgesch, Leukerbad, Niedergesteln, Raron, Visp, Glis, Naters, Ernen, Münster ed il palazzo di Loèche-les-Bains. Egli fu anche sapiente promotore delle scienze e dell'educazione cattolica. Mantenne sempre contatti stretti con diversi umanisti e fu persino intimo amico del riformatore Ulrico Zwingli sino al 1520, supportando la nomina di quest'ultimo a Leutpriester di Zurigo nel 1518.
Nel 1510 fu in grado di concludere un'alleanza di cinque anni tra lo Stato Pontificio e dodici cantoni federali svizzeri, mantenendo il controllo della chiesa cattolica sulle chiese del San Gallo, dell'Appenzello e del Vallese. Tra il 1510 ed il 1512 si distinse anche come armigero al servizio di papa Giulio II che gli commissionò di reclutare dei mercenari per scacciare i francesi dal Ducato di Milano che avevano occupato. Riuscì a riportare Massimiliano Sforza sul trono milanese.

### Il cardinalato e le lotte contro la Francia alla guida dei mercenari svizzeri
Papa Giulio II lo elevò al rango di cardinale nel concistoro del 10 marzo 1511 ed il 13 marzo successivo egli ricevette la berretta cardinalizia ed il titolo di Santa Pudenziana (22 settembre).
Nominato legato papale in Italia ed in Germania dopo il marzo 1511, in quello stesso anno e sino al 1513 venne nominato prevosto di Würzburg. Amministratore della sede di Novara il 6 febbraio 1512, rinunciò all'incarico nel 1516. Dopo la morte di papa Giulio II, i francesi ripresero nuovamente Milano ed il cardinal Schiner venne chiamato a guidare delle forze svizzere nuovamente contro la Francia in scontri a Pavia e poi a Novara nel 1513; la dinastia degli Sforza venne reinstallata a Milano ed il cardinale venne ricompensato dal Ducato di Milano col marchesato di Vigevano. Prese parte al conclave del 1513 che elesse papa Leone X e prese parte poco dopo al Concilio Lateranense V, divenendo membro della commissione di riforma della chiesa; il dettagliato decreto che egli produsse con la sua commissione venne accettato con 130 voti favorevoli e 10 contrari ma rimase unicamente sulla carta e non venne mai applicato.
Quando Milano venne conquistata nuovamente da Luigi XII di Francia, il cardinale ancora una volta si schierò per ragioni personali e politiche col duca di Milano e cercò di guidare ancora una volta la politica pontificia a favorire la famiglia Sforza mantenendo la Francia lontana dalla Lombardia. Dopo la sconfitta dei suoi alleati nella Battaglia di Melegnano del 1515, egli levò un nuovo esercito con l'aiuto dell'Inghilterra nel 1516, ma non riuscì a riconquistare Milano; in quello stesso anno, egli si recò a Londra per tentare di far quadrare un'alleanza tra il papa, l'imperatore ed i re di Inghilterra e Spagna, ma questa fallì per gli interessi e le contrapposizioni interne che si ponevano tra questi stati. Durante la lunga assenza del cardinale da Roma, il partito francese guidato da Jörg auf der Flüe, organizzò una ribellione popolare che lo detronizzò dalla sede di Sion nella notte del 30 agosto 1517. Schiner fu dunque costretto a riparare a Zurigo ove rimase sino al 1519 cercando di operare una politica anti-francese ma non fu in grado di far ritorno nel Canton Vallese. Dal 1519 visse perlopiù alla corte imperiale di Vienna, guadagnandosi la fiducia dell'imperatore Massimiliano I che lo nominò tra i governatori d'Italia nel 1516. Alla morte dell'imperatore nel gennaio del 1519, egli già in precedenza aveva intessuto dei legami con re Enrico VIII d'Inghilterra per la scelta del successore ed ebbe un ruolo di peso nella scelta finale di Carlo V di cui divenne anche consigliere.
Vescovo della sede episcopale di Catania dal 1º novembre 1520 anche se non visitò mai la diocesi personalmente, mantenendo l'incarico sino alla propria morte. Prese parte alla Dieta di Worms nel 1521 e fu uno dei più feroci oppositori di Martin Lutero divenendo coautore dell'Editto di Worms. Sempre nel 1521 guidò un'armata di confederati svizzeri nella campagna imperiale contro re Francesco I di Francia sempre per il possesso di Milano. Prese parte al conclave del 1521-1522 che elesse pontefice Adriano VI. Il nuovo papa lo nominò quindi legato papale per la città di Roma ed amministratore dello Stato della Chiesa ma morì poco dopo. In questi anni Schiner seppe guadagnarsi l'amicizia di molti personalità di rilievo come il duca Massimiliano Sforza, l'imperatore Carlo V, il re d'Inghilterra Enrico VIII e fu molto legato ad Erasmo da Rotterdam.
Morì il 30 settembre 1522 di peste, a Roma. Venne sepolto nella chiesa di Santa Maria dell'Anima, senza un monumento in sua memoria.